# 遠州鉄道30形電車
遠州鉄道30形電車（えんしゅうてつどう30けいでんしゃ）は、遠州鉄道が1958年から2018年まで運用していた通勤形電車である。

## 概要
車両近代化ならびに旧型車の代替を目的として、1958年（昭和33年）から1980年（昭和55年）にかけて制御電動車モハ30形16両（モハ25 - モハ39・モハ51）・制御車クハ80形12両（クハ61・クハ79 - クハ89）の計28両が新製された。
増備の途上において車両番号（車番）が30番台・80番台には収まらなくなったことから、モハ30形についてはモハ39の次に増備された車両をモハ30と付番し、以降モハ29・28・27…と逆順で車番が付されており、製造順に並べると31→32→34→36→37→38→39→33→35→30→29→28→27→26→25（→51）である。
また、クハ80形についてはモハ30形同様の付番方式によってクハ89・80・79まで増備されたのち、1978年（昭和53年）に増備された付随車は空番となっていたクハ85が付番されている。そのため、製造順に並べると81→82→83→84→86→87→88→89→80→79→85（→61）であり、最終増備編成についてはモハ51・クハ61と従来車とは全く関連性のない車番が付されている。

## 構造
最終増備車となったモハ51・クハ61は大幅な仕様変更がなされているが、これについては後述する。

### 車体
全長18.82m（車体長18.0m）全幅2.74mの普通鋼であり、軽量形鋼とプレス鋼板を組み合わせた軽量構造である。
前面形状は湘南型であるが、製造年次別による形態の差異が存在しており、前面上部の前部標識灯の数の違いなどがある。前面アンチクライマーは1962年（昭和37年）製造のモハ36・クハ86から取り付けられている。行先表示幕は当初側面行先表示板のみを使用していたが、1963年（昭和38年）製造のモハ38・クハ88より、前面の運転席上側と側面腰板部に手動式方向幕を設置した。
なお、一部車両にミュージックホーンが搭載されていたが、後年撤去された。
車体塗装は当初グリーンとクリーム色のツートンカラーであったが、踏切事故対策として1961年（昭和36年）12月よりスカーレット一色塗装に改められ、この塗装は以降の増備車ならびに従来車にも普及し、「赤電」の愛称の由来となった。
1984年（昭和59年）から1985年（昭和60年）にかけて、車体塗色は1000形に準じたストライプ入りにし、基調色はスカーレットからスパニッシュレッドに変更された。

### 車内
乗降扉は1,200 mm幅の片開扉であったが、1967年（昭和42年）製造のモハ30・クハ80以降は1,400 mm幅の戸閉装置DP-45DS両開扉に改められ、それに伴って窓配置にも変化が生じた。
側窓はアルミ押出し型材製ガラス戸である。1958年製造のモハ31・クハ81のみ上段固定の下段上昇式とされたが、1960年（昭和35年）製造のモハ32・クハ82以降の車両は全て2段上昇式である。
貫通路は全周ホロ使用の超広幅形である。座席は全てロングシートとされた。座席モケットは赤色であったが、後年レンガ色に交換している。
床構造は内張や天井板は鋼板製塗仕上板で車内塗色はグリーンとされていたが、1978年（昭和53年）製造のモハ25・クハ85では内張を淡緑色の鋼板基板メラニン樹脂積層板、天井板は白色の鋼板基板メラニン樹脂積層板とし、無塗装とした。
その後、1990年（平成2年）3月までに車内塗色を全車両クリームに統一している。車内照明はFLR40Wを14灯設置している。
乗務員室は当初、半室運転台構造であったが、1973年（昭和48年）製造のモハ28より全室運転台に改められている。BGM放送装置は1978年、自動案内放送装置（AGS）は1980年にそれぞれ設置されている。また、1977年（昭和52年）より、ATS・点制御車上時間比較速度照査方式が設置された。

### 主要機器
完全新製車と従来車の機器を流用して新製された車両（以下「機器流用車」）が存在し、モハ29・モハ36 - モハ39ならびにクハ79・クハ86 - クハ89が後者に該当する。最終的には全車とも2両編成を組成したが、モハのみ・クハのみの新製や編成の組み替えなどにより落成当初とは異なる編成相手と組成された車両も多く、モハとクハで形態が大きく異なる編成も存在する。
主電動機はいずれも吊り掛け駆動方式とされたが、完全新製車と機器流用車で異なる。完全新製車においては日本車輌製造製造の出力112kWのNE-90を4台装架する。機器流用車においてはモハ36・モハ37は出力112kWのTDK528-9Hを2台装架、モハ38・モハ39は出力135kWのTDK528/16-Jを2台装架する。
モハ25・クハ85は1978年（昭和53年）に新製されているが、同編成は遠鉄のみならず、完全新製の旅客用車両としては日本国内の普通鉄道においてノーズ・サスペンション方式の吊り掛け駆動方式を採用した最後の車両である。
制動装置はWABCO系の自動空気ブレーキで統一されており、モハ30形は抵抗制御のみ行い、4ノッチはどちらも弱め界磁制御である。指令線は共通化されているため、駆動方式や制御装置の差異に関係なく併結が可能である。機器流用車のモハ36 - モハ39を除いて停止用発電制動を常用し、減速時においても吊り掛け駆動独特の唸り音が生じる。なお、本形式は制動方式等の相違から1000形・2000形と併結して運用することはできない。
電動発電機は4kVA MGであるが、モハ25・クハ85は冷房装置の設置に伴って負荷が増すため、3相4線式60kVA MGのブラシレス・TDK3312-A形とした。
パンタグラフは全車両ともKP-62Bである。
台車は当初、スイスSIG社のトーションバー台車ND-501を1958年製造のモハ31・クハ81に試作目的で装着した。1960年製造のモハ32からはND-507系を装着し、クハ82・クハ83・モハ34・クハ84・クハ88・モハ33・モハ35・モハ30・クハ80・モハ28・モハ27・モハ26に増備途上においての改良を施しながら装着された。
一方、機器流用車の台車は、クハ51やクハ54などからの流用で、モハ29はKS33形、モハ36・モハ37・モハ39はD-16、モハ38はH2056、クハ79・クハ86 - クハ89はTR11系を装置したが、1979年（昭和54年）から1981年（昭和56年）にかけてモハ29はND-306A、クハ86 - クハ89はND-306AT空気バネ台車に交換された。
モハ25・クハ85は電動台車はND-306、付随台車はND-306Tを採用し、軸箱や軸受箱のメンテナンスフリー化を図っている。また、密封円筒コロ軸受を採用したが、基礎ブレーキ装置は従来車同様の台車シリンダで抱き合わせ制輪子タイプである。

### 空調装置
新製当初は非冷房仕様で増備が進められたが、モハ25・クハ85は遠州鉄道の車両として初めて冷房装置を搭載した。分散式冷房装置CU-124形ユニットクーラーを1両あたりに3基搭載し、能力は12.2 kW(10,500 kcal/h)とされた。クーラーキセはFRP製であり、天井中央のダクトを通じて冷風吹出口より吹き出される。冷房効率の向上のため、換気口やラインデリア(LD-09SA)を1両あたり5台配置しているが、ラインデリアについては冷房時以外にも使用できる独立タイプとされた。
非冷房車については1986年（昭和61年）から1988年（昭和63年）にかけてモハ26 - モハ30・モハ35・クハ79・クハ80・クハ82・クハ86・クハ87・クハ89計12両に対して冷房化改造が実施され、集中式冷房装置・FDA2125-2を1両あたり能力29.1 kW（25,000kcal/h） を1基搭載している。
ただし、冷房化改造施工時期と廃車時期が重複されたことなどの理由により、モハ31 - モハ34・モハ36 - モハ39・クハ81・クハ83・クハ84・クハ88は冷房化改造を受けることなく廃車となった。

## モハ51・クハ61

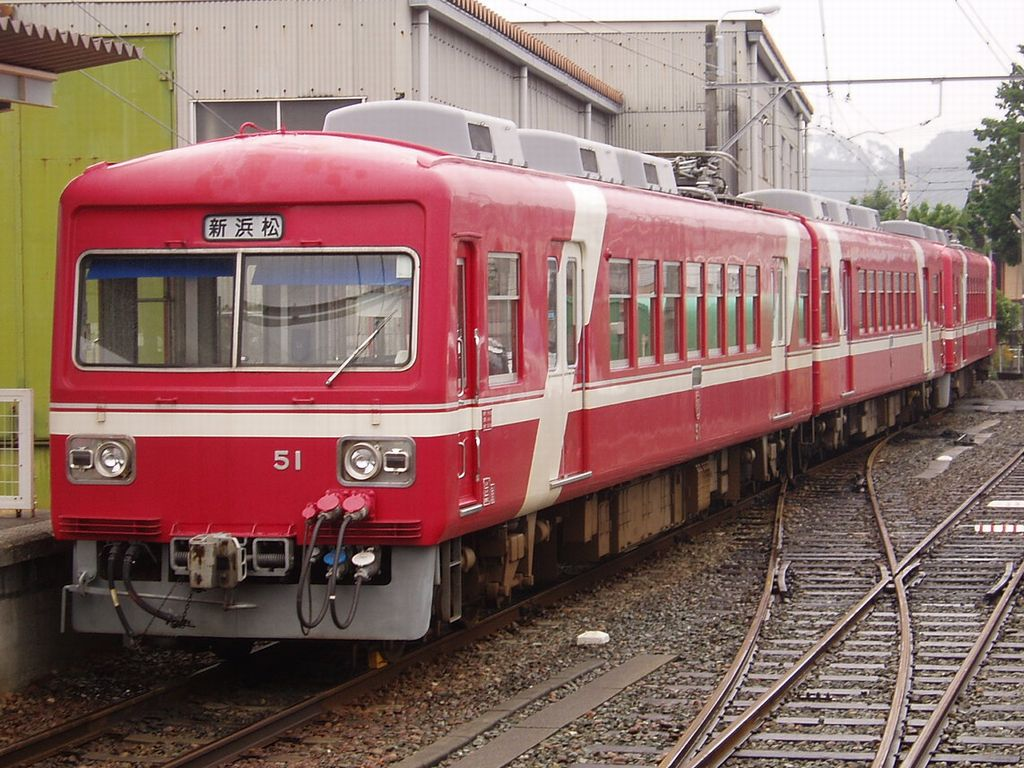
30形モハ51-クハ61編成（西鹿島駅、2006年7月）

前面形状のマイナーチェンジや、居住性・安全性の向上、保守点検の省力化などを図り、老朽化したモハ31・クハ81の代替車両として1980年（昭和55年）12月に竣工し、同月3日から営業運転を開始した車両である。
前述したように、この2両については大幅な仕様変更がみられる。従来車との主な変更点や、新製後の変更点は下記のとおりである。

### 車体
前面形状は従来車は湘南型であったが、折妻型に変更し、前面ガラスは大型としたうえで熱線入りの防曇ガラスを採用した。
前部標識灯は左右腰部分に各1灯ずつ設置し、後部標識灯と一体のケースに格納され、前面の行先表示器は車体中央に設置されている。
車体塗装は、従来車同様にスカーレット一色塗装であったが、1984年（昭和59年）から1985年（昭和60年）にかけて1000形に準じたストライプ入りとし、基調色はスカーレットからスパニッシュレッドに変更された。

### 車内
貫通路は幌の耐久性向上のため、従来は幅が2,240mmであったが、1,000mmと大幅に狭めている。
床構造は鋼板の上にロンキュームK、キーストンを張り、その上にユニテックスE2を塗り、さらに上から従来と同様の床敷物を張ることによって、断熱や防音向上を図った。内張や天井板は従来と同様であるが、1988年2月に車内塗色をクリーム色に変更している。
乗務員室は背面仕切を固定式に変更した上で厚みを30mmとし、乗務員室のスペースを拡大した。更に乗務員室の背面上方にクーラーの冷風吹出口を設け、居住性の向上を図った。温度制御は自動制御となっているため、乗務員室内に温度調節装置を設置している。
また、運転台付近の計器類やスイッチ類の取付のレイアウトを変更、計器類と主要機器にはカバーを設置し、速度計・保安ブレーキは計器板へ移動したため、ハンドブレーキは廃止された。計器台上面はデスクタイプとしたため、従来より運転席からの視界の範囲が拡大されている。アンプはデスク内に、BGM放送装置や自動案内放送装置(AGS)は運転台右側のコンソールに格納されている。
車掌スイッチは前面の隅に移動させて乗務員の扱いを容易な構造とした。戸閉切換スイッチは自動戸閉カットポジションを設置し、終着駅で乗降扉を1箇所のみ開にできるなど、発車待ちの間に車内の冷暖房効果を高めることができ、省エネとサービスの向上を図ることができた。
また、戸閉保安装置を新たに採用した。これは車両が5km/h以上の速度で走行中に車掌スイッチの誤扱いや戸閉装置の不具合があった場合に乗降扉が開かない仕組みになっており、運転台には動作を示す表示灯を設置している。

### 主要機器
駆動方式が従来車の吊り掛け式からカルダン駆動方式に変更されたことに伴って主要機器類も変更されており、駆動装置は東洋電機製造製のKD325-B-Mとされた。主電動機は直流直巻補極付自己通風丸形・東洋電機製造製のTDK8095-Aである。出力は120kWで、これを4台装架する。制動装置についても変更され、東洋電機製造製のACDF-M4120-777Bとなり、弱界磁・発電ブレーキ付の電動カム軸接触器式総括制御とされた。従来の自動空気ブレーキを継承したため吊り掛け式の従来車との併結が可能で、ラッシュ時における4両編成での運転にも対応する。
また、空転検知機能を採用している。これは従来車より主電動機の出力が向上したことや、駆動方式の変更に伴うものである。

## 運用
1958年から運用を開始し、従来の旧型車を置き換えていった。
上述のモハ51・クハ61の運用開始に伴い、1980年12月15日付で先行車のモハ31・クハ81が廃車された。
そのあと、後継車両となる1000形のモハ1001・クハ1501が1983年（昭和58年）11月20日から営業運転を開始したため、入れ替わりでモハ36・モハ37が同月21日付で廃車となった。
1000形の増備にともない、最後の機器流用車だったモハ38・モハ39が1985年（昭和60年）11月13日付で廃車、モハ32・クハ88が1988年（昭和63年）7月15日付で廃車、モハ34・クハ84が1989年（平成元年）12月6日付で廃車、モハ33・クハ83が1994年（平成6年）12月28日付で廃車となった。
また、冷房車の編成で初めてモハ35・クハ87が1996年（平成8年）12月28日付で廃車・解体された。
1000形の増備終了後も残存していた車両についても2000形のモハ2001・クハ2101が1999年（平成13年）4月5日より営業運転を開始したことによって置き換えが再開となり、モハ29・クハ79が同年3月31日付で廃車・解体された。そのあとも廃車が進行し、モハ26・クハ86が2012年（平成24年）10月28日付で廃車・解体、モハ27・クハ89が2015年（平成27年）2月6日付で廃車・解体されたため、これにより片開きドアと半室構造の運転台、トーションバー台車を装備した車両が全て姿を消し、同線に残る吊り掛け駆動車はモハ25・クハ85の1編成を残すのみとなった。
さらに同年4月には30形の定期運用が消滅して予備車となり、本線で走行する機会が大幅に減少した。
2018年（平成30年）2月の2000形（2007編成）増備を前に、2017年（平成29年）11月30日にモハ51・クハ61編成が同年12月16日にラストランとなり、2018（平成30）年1月に廃車・解体された。
本系列最後の残存車となったモハ25・クハ85編成も同年4月28日から30日までラストランを行い、その後廃車・解体された。
モハ25・クハ85の廃車により30形は形式消滅となり、2扉、吊り掛け駆動を使用する営業車両が遠州鉄道から全て姿を消した。